# Cédrine Kerbaol
Cédrine Kerbaol (Brest, 15 maggio 2001) è una ciclista su strada francese che corre per il team EF Education-Oatly. Attiva in formazioni UCI dal 2021, al Tour de France ha vinto la classifica giovani nel 2023 e una tappa nel 2024.

## Palmarès
- 2019 (Juniores)

Campionati francesi, Prova in linea Junior
- 2021 (Arkéa Pro Cycling Team, una vittoria)

Campionati francesi, Prova a cronometro Under-23
- 2023 (Ceratizit-WNT Pro Cycling Team, tre vittorie)

2ª tappa Tour de Normandie (La Haye > Flamanville)
Classifica generale Tour de Normandie
Campionati francesi, Prova a cronometro Elite
- 2024 (Ceratizit-WNT Pro Cycling Team, cinque vittorie)

Vuelta CV Féminas
Durango-Durango Emakumeen Saria
6ª tappa Tour de France (Remiremont > Morteau)
Chrono Roland Bouge (cronometro)
Tre Valli Varesine

### Altri successi
- 2023 (Ceratizit-WNT Pro Cycling Team)

Classifica giovani Tour de Normandie
Classifica giovani Tour de France
Campionati europei, Staffetta mista

## Piazzamenti

### Grandi Giri
- Giro d'Italia

2024: ritirata (4ª tappa)
- Tour de France

2023: 12ª
2024: 6ª

### Competizioni mondiali
- Campionati del mondo

Yorkshire 2019 - Cronometro Junior: 28ª
Yorkshire 2019 - In linea Junior: 36ª
Glasgow 2023 - Staffetta mista: 2ª
Glasgow 2023 - Cronometro Elite: 13ª
Glasgow 2023 - Cronometro Under-23: 2ª
Glasgow 2023 - In linea Elite: ritirata
Glasgow 2023 - In linea Under-23: ritirata
Zurigo 2024 - Cronometro Elite: 14ª
Zurigo 2024 - Staffetta mista: 4ª
Zurigo 2024 - In linea Elite: 46ª

### Competizioni continentali
- Campionati europei

Zlín 2018 - In linea Junior: 13ª
Trento 2021 - Cronometro Under-23: 15ª
Anadia 2022 - Cronometro Under-23: 11ª
Anadia 2022 - Staffetta mista Under-23: 6ª
Anadia 2022 - In linea Under-23: ritirata
Drenthe 2023 - Cronometro Under-23: 9ª
Drenthe 2023 - Staffetta mista Elite: vincitrice
Drenthe 2023 - In linea Under-23: 26ª